# Miéza (Macédoine)
Pour les articles homonymes, voir Mieza.
Miéza (en grec ancien : Μίεζα) est une ville antique de Macédoine, située à 2 km environ à l'est de la ville moderne de Náoussa. Elle est principalement connue dans les textes antiques comme le lieu du nympheum de Miéza où Alexandre le Grand suivit l'enseignement d'Aristote. La localisation du site, longtemps incertaine, est désormais confirmée autour du village moderne de Lefkádia, qui se révèle être l'un des principaux centres urbains de la Macédoine antique. De remarquables tombes ont été mises au jour depuis 1954 et l'école d'Aristote a été localisée vers 1965.

## Alexandre et Aristote
Aristote est né en 384 av. J.-C. à Stagire. Il est le fils du médecin et l'ami du roi de Macédoine Amyntas III, et familier de la cour de Pella. Vers 367 av. J.-C., à dix-sept ans, il est admis à l'Académie de Platon où il reste vingt ans. À la mort de Platon en 347 av. J.-C., il s'installe successivement à Atarnée, Assos puis Mytilène. Pendant cette période, le roi Philippe II fait raser Stagire, dont la population est vendue à l'encan,. En 343 av. J.-C., à la demande de Philippe, Aristote devient le précepteur du prince héritier, le futur Alexandre le Grand, alors âgé de 13 ans. Philippe offre alors le nympheum de Miéza pour lieu d'enseignement du jeune prince et d'un groupe de jeunes aristocrates macédoniens. En gage d'amitié et de récompense envers le philosophe, Philippe rebâtit Stagire, la cité natale d'Aristote et libère ses anciens habitants. Lorsqu'Alexandre devient régent à l'âge de quinze ans, Aristote cesse d'être son précepteur, mais reste toutefois à la cour durant les cinq années suivantes.
Plutarque rapporte que le lieu reste célèbre dans l'Antiquité puisque des voyageurs pouvaient visiter les ruines du nympheum :

« [Philippe] fit venir Aristote, le plus célèbre et le plus savant des philosophes, et lui donna, pour prix de l’éducation de son fils, une flatteuse et honorable récompense. En effet, il rebâtit la ville de Stagire, patrie d’Aristote, qu’il avait lui-même ruinée, et la repeupla en y rappelant ses habitants, qui s’étaient enfuis, ou qui avaient été réduits en esclavage. Le lieu qu’il assigna au maître et au disciple, pour y faire leur séjour et vaquer à leurs études, était le Nymphéum, près de Miéza, où l’on montre encore de nos jours des bancs de pierre qu’on appelle les bancs d’Aristote, et des allées couvertes pour se promener à l’ombre. »

— Plutarque, Vies parallèles
Par un passage de son Histoire naturelle où Pline l'Ancien décrit qu'« à Miéza, en Macédoine, la goutte d'eau se pétrifie au haut même de la voute » on a conclu que l'école d'Aristote devait se trouver à proximité de grottes naturelles qui pouvaient être une source d'enseignement pour le précepteur.
Selon Arrien, Miéza est la patrie de Peucestas, l'un des triérarques de l'armée d'Alexandre lors de l'expédition d'Inde, puis nommé ensuite satrape de Perse,.

## Une localisation difficile
Le nom de Miéza provient de la mythologie macédonienne : Miéza, sa sœur Beroia et leur frère Olganos sont les enfants de Beres, roi mythique de Macédoine
. Cette légende semble impliquer que la cité doit avoir une certaine importance.
En l'absence d'une toponymie moderne évocatrice, la localisation de Miéza a été l'occasion de nombreuses discussions entre les spécialistes depuis le XIXe siècle, à partir des faibles indices contenus dans les textes antiques,. Plusieurs sites ont été proposés : près de Stagire, près de Véria, à Palœo-Sotiras, à Palatitza au nord de Véria...

## Le site du nymphée de Miéza
Un site fouillé depuis 1965, s'est peu à peu imposé depuis comme l'authentique localisation du nymphée de Miéza (40° 37′ 50″ N, 22° 05′ 54″ E), à 2 km environ à l'est de Náoussa, malgré quelques incertitudes. Il semble bien correspondre aux indices connus et intègre dans un cadre naturel spectaculaire un espace compatible avec l'école d'Aristote en comprenant des grottes naturelles qui ont été aménagées. Plusieurs grottes naturelles s'ouvrent en effet dans un banc rocheux qui domine la rivière. Deux d'entre elles débouchent presque en face l'une de l'autre dans un renfoncement de l'escarpement aménagé dès l'Antiquité sur un plan rectangulaire. Architecture, céramique et monnaies datent l'aménagement du milieu du IVe siècle av. J.-C..
Le site est accessible par un escalier à larges marches sous un épais feuillage. C’est une promenade le long du ruisseau. L'escarpement a été scié par endroits. Des tuiles ont été retrouvées et sont entreposées dans le musée du site,.

## Le reste du site archéologique de Miéza
Plusieurs remarquables tombeaux ont été mis au jour depuis 1954, principalement près du village moderne de Lefkádia, notamment la tombe des palmettes, la tombe de Kinch, la tombe de Lyson et Calliclès ou la tombe du jugement. Pour l'un d'entre eux, il a été proposé qu'il s'agisse de celui de Peucestas, le compagnon d'Alexandre natif de Miéza.
Un petit théâtre a été fouillé à Miéza entre 1993 et 1995 (40° 38′ 39″ N, 22° 07′ 21″ E). De son koilon, adossé à une éminence naturelle, il demeure des vestiges de 19 gradins, divisés en 5 kerkis par 4 escaliers.
Des fouilles depuis 1995 ont révélé un vaste complexe architectural, dont l’aménagement rappelle plusieurs sanctuaires de Grèce méridionale, surtout des sanctuaires d'Asklépios. Asklépios est la seule divinité dont le culte est attesté avec certitude à Miéza au IVe siècle av. J.-C. Ces découvertes confirment que le site était l'un des principaux centres urbains de Macédoine.

## Galerie

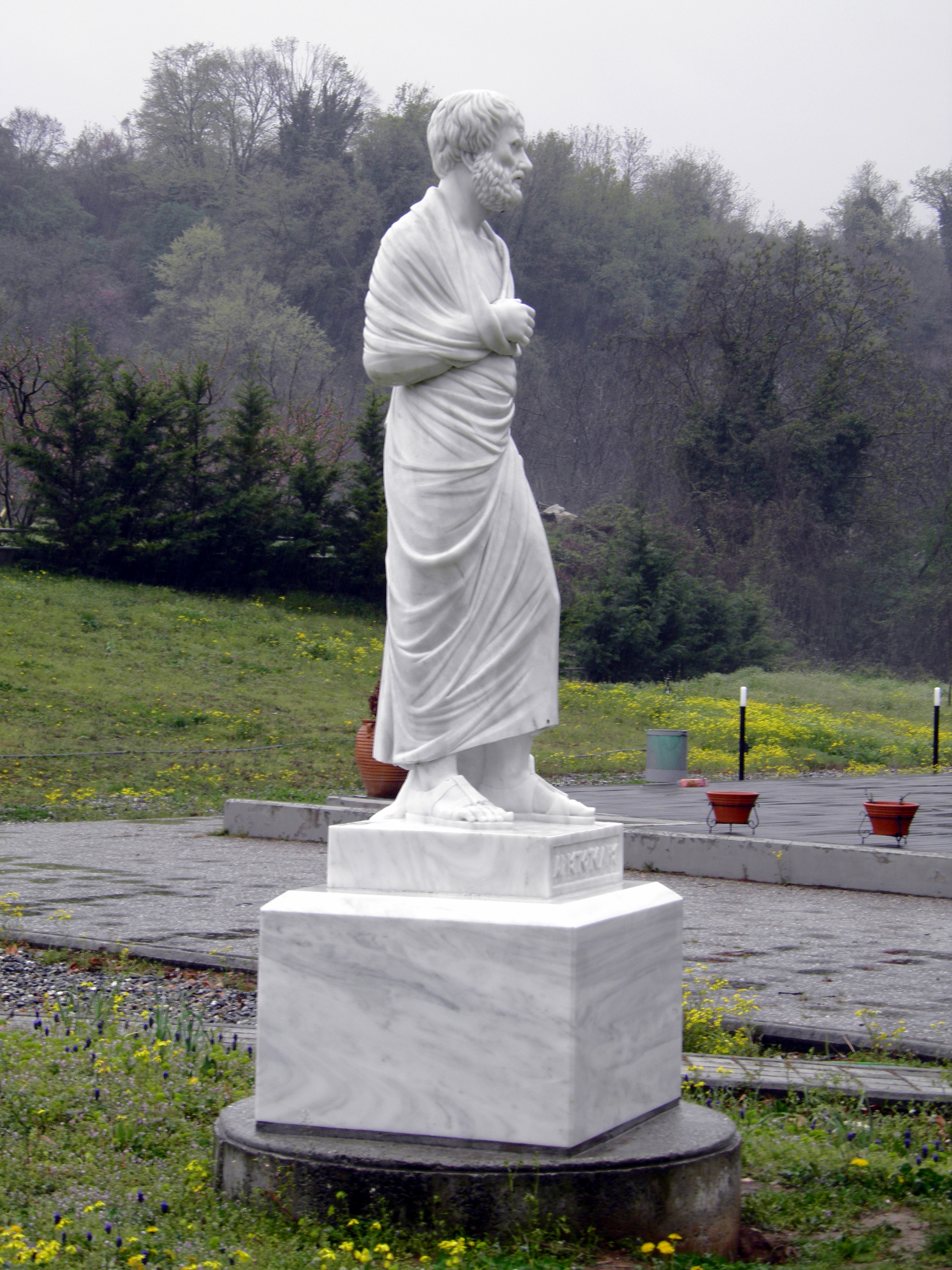
Statue moderne d'Aristote, à proximité du nympheum
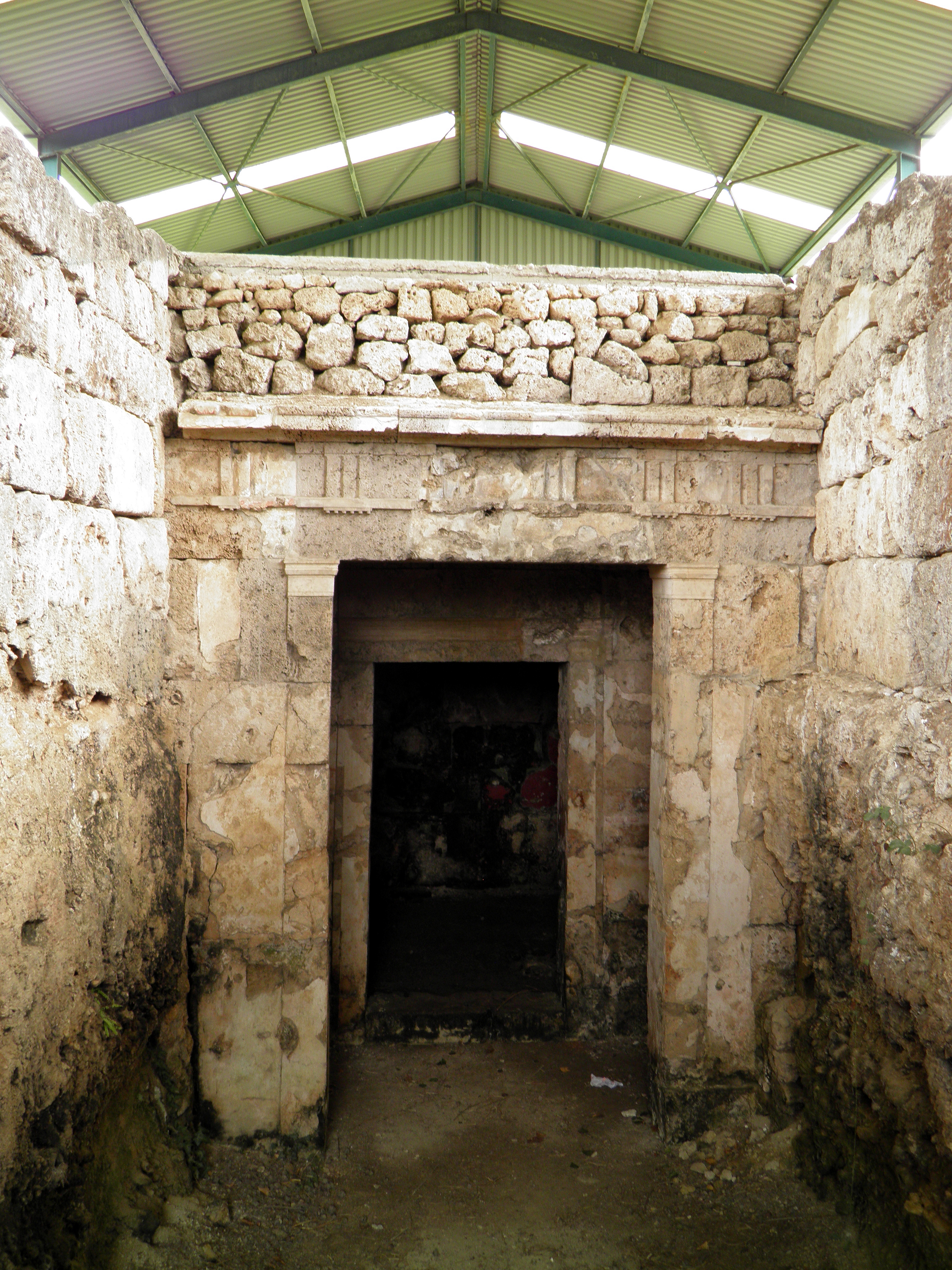
La tombe Kinch
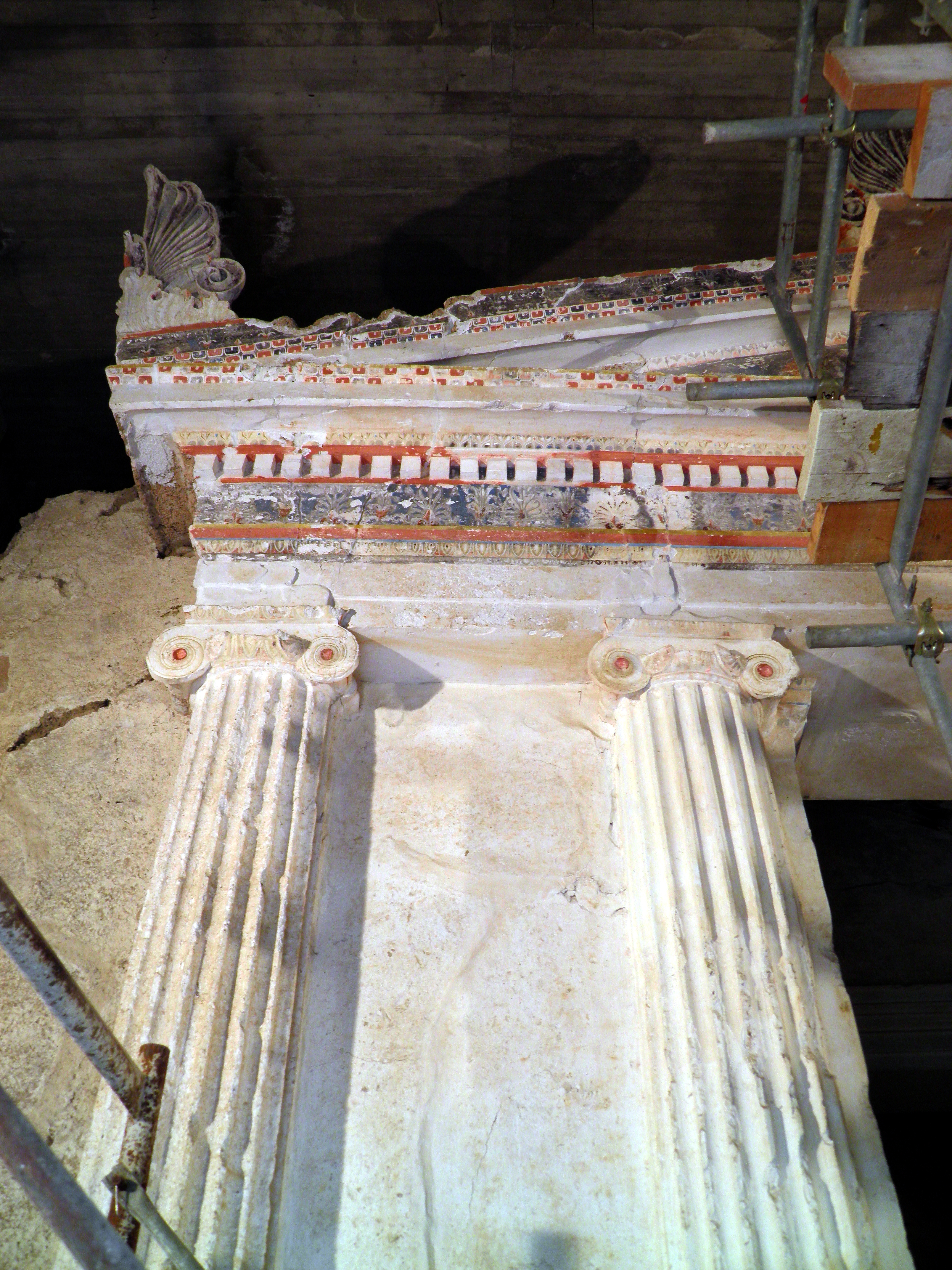
Façade de la tombe des palmettes
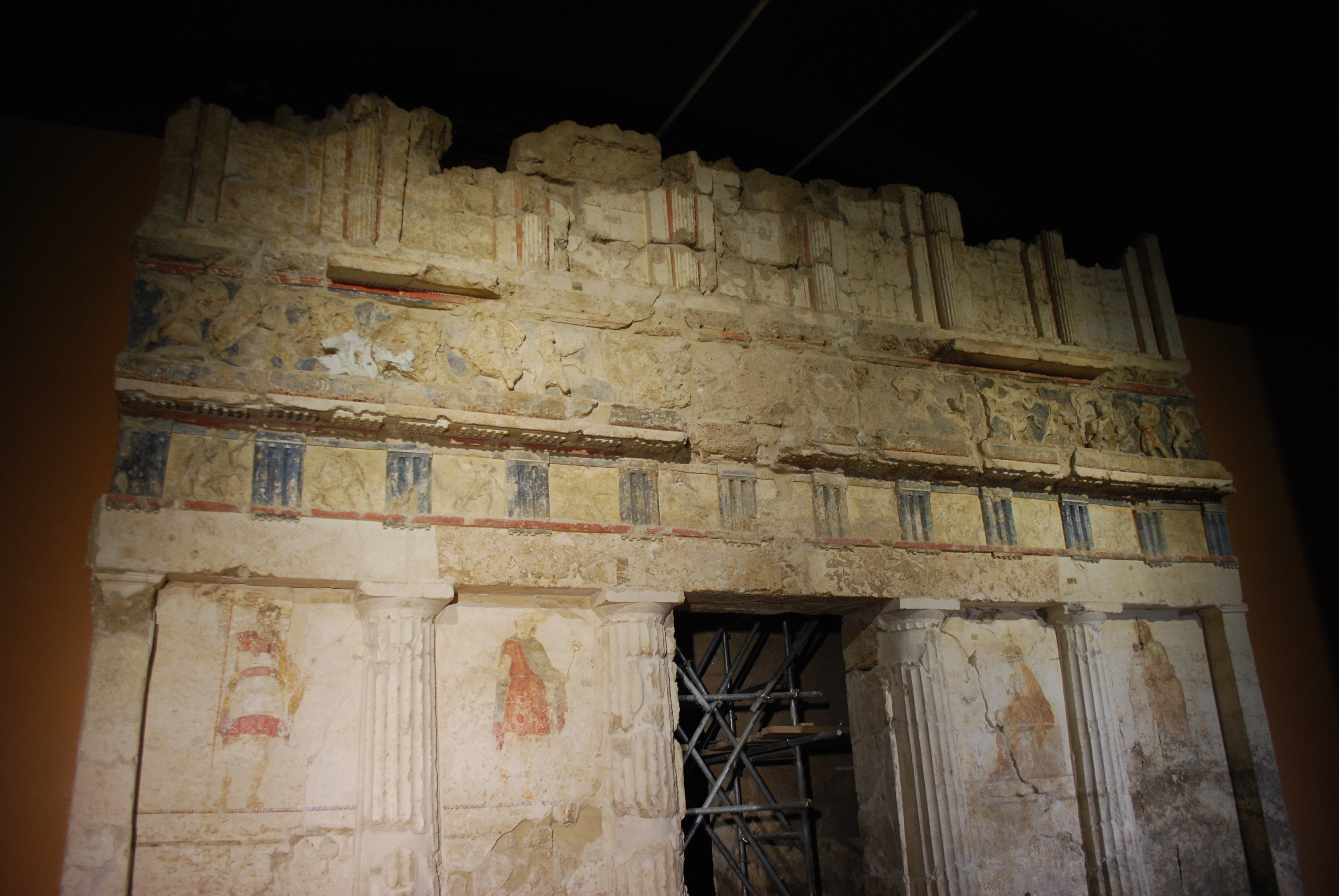
Façade de la tombe du jugement
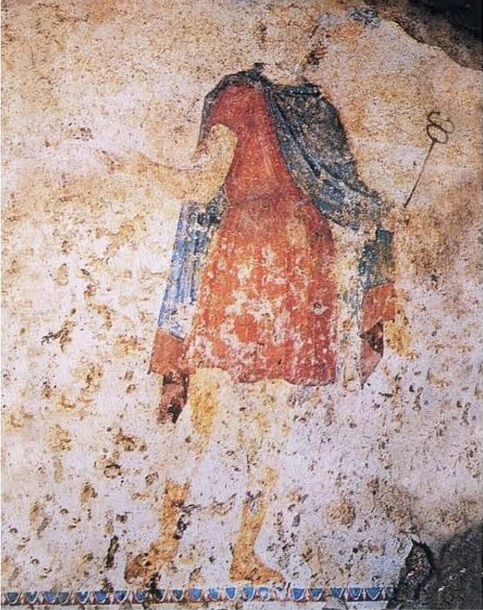
Fresque de la tombe du jugement
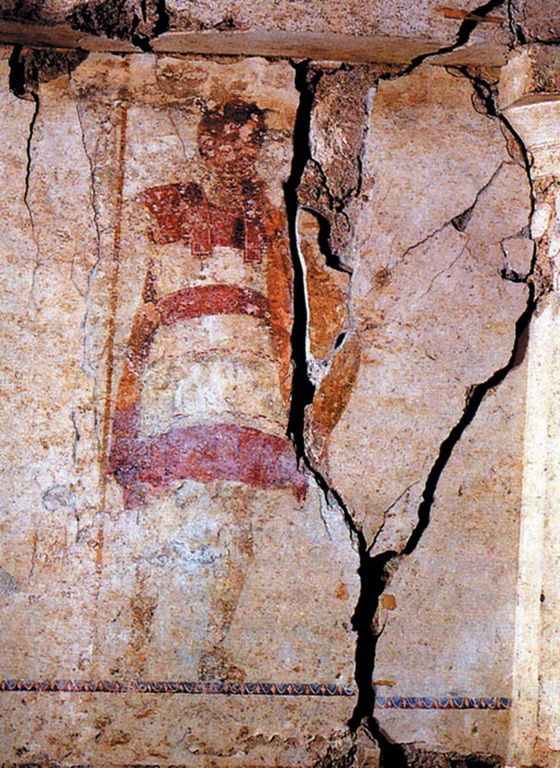
Fresque de la tombe du jugement